# Жерусальми, Рафаэль
Рафаэль Жерусальми (фр. Raphaël Jérusalmy, 7 ноября 1954, Париж) — французский писатель.

## Биография
Закончил Эколь Нормаль и Сорбонну. Служил в армии Израиля (этот опыт стал основой дебютной книги писателя). Торгует старинными и редкими книгами в Тель-Авиве, издал их каталог (1981).

## Творчество
Привлек внимание публики и критики уже своим первым историческим романом-дневником о Вене после аншлюса «Спасти Моцарта». Большой интерес вызвал и его следующий фантастико-исторический роман о Франсуа Вийоне в Святой Земле «Братство охотников за книгами».

### Книги
- Shalom Tsahal. Confessions d’un lieutenant-colonel des renseignements israéliens, Paris, NM 7 éditeur, 2002
- Et si, nous étions frères. Bruxelles: Labor, 2006
- Sauver Mozart. Le Journal d’Otto J. Steiner, Arles, Actes Sud, 2012 (премия Эммануэля Роблеса, 2013; англ., итал. пер. 2013)
- La Confrérie des chasseurs de livres, Arles, Actes Sud, 2013